# Jardin de la Rue-Ginette-Neveu
Le jardin de la Rue-Ginette-Neveu est un square du 18e arrondissement de Paris.

## Situation et accès
Le site est accessible par la rue Ginette-Neveu et la rue Francis-de-Croisset.
Il est desservi par la ligne 4 à la station Porte de Clignancourt.

## Origine du nom
Il rend hommage à Ginette Neveu (1919-1949), célèbre violoniste qui périt dans l’accident d’avion qui emporta aussi le boxeur Marcel Cerdan.